# Anorasema pallidipes
Anorasema pallidipes är en stekelart som först beskrevs av Peter Cameron 1909.
Anorasema pallidipes ingår i släktet Anorasema och familjen Eucharitidae. Inga underarter finns listade i Catalogue of Life.